# Барретт, Бриджитта
Бриджитта Барретт (англ. Brigetta LaShea Barrett, род. 24 декабря 1990 года) — американская легкоатлетка, которая специализируется в прыжках в высоту. Чемпионка Универсиады 2011 года. Серебряный призёр Олимпийских игр 2012 года с результатом 203 см. На чемпионате мира 2011 года заняла 10-е место.
Чемпионка США 2013 года с личным рекордом — 2,04 м.

## Достижения на этапах Бриллиантовой лиги
- 2013:  Adidas Grand Prix – 1,91 м
- 2013:  Meeting Areva – 1,98 м
- 2013:  Herculis – 2,01 м